# Van Orden c. Perry
Van Orden c. Perry, 545 U. S. 677 (2005), est une affaire de la Cour suprême des États-Unis visant à déterminer si l'exposition des dix commandements, sur un monument donné au gouvernement au Capitole de l'État du Texas à Austin, viole la clause d'établissement du premier amendement .
Dans un procès intenté par Thomas Van Orden d'Austin, la Cour d'appel des États-Unis pour le cinquième circuit statue en novembre 2003 que les expositions sont constitutionnelles, au motif que le monument transmet un message à la fois religieux et laïque. Van Orden fait appel de cette décision. En octobre 2004, la haute cour accepte d'entendre l'affaire en même temps qu'elle entend l'affaire McCreary County v. ACLU of Kentucky. Il s'agit d'une affaire similaire contestant une exposition des dix commandements dans deux tribunaux de comté du Kentucky.
L'appel de la décision du cinquième circuit est plaidé par Erwin Chemerinsky, spécialiste du droit constitutionnel et professeur de droit venant du cabinet d’avocats, Alston&Bird , à la faculté de droit de l'université Duke. Il a représenté Van Orden à titre bénévole. L'affaire du Texas est plaidée par le procureur général du Texas, Greg Abbott. Un amicus curiae est ensuite présenté au nom des défendeurs (l'État du Texas) par le Solliciteur général, Paul Clement .
La Cour suprême statue le 27 juin 2005, par un vote de 5 à 4 , que l'affichage est constitutionnel. La Cour choisit de ne pas utiliser le critère populaire de l'arrêt Lemon  dans son analyse, estimant que l'exposition en question est un « monument passif ». La Cour s'est davantage intéressée à « la nature du monument et l'histoire de notre nation ». Le juge en chef, William Rehnquist, rend l'avis de la Cour à la majorité qualifiée. L'affaire similaire McCreary County v. ACLU of Kentucky  est jugée le même jour avec le résultat inverse (également avec une décision de 5 à 4). Dans les deux situations, le juge Breyer a fait le vote décisif, appelé "swing vote".

## Contexte

Les 10 commandements du monument

Le monument en question mesure six pieds de haut et trois pieds de large et est installé en 1961. Il est offert à l'État du Texas par le Fraternal Order of Eagles (Ordre Fraternel des Aigles), une organisation civique, ayant reçu le soutien de Cecil B. DeMille, réalisatrice du film Les dix commandements (1956). L'État accepte le monument et choisit un site pour celui-ci sur la recommandation de l'agence d'État chargée de l'entretien des terrains du Capitole. L'organisation donatrice paie pour sa construction. Deux législateurs de l'État président à l'inauguration du monument.
Le monument est érigé sur le terrain du Capitole, entre les bâtiments du Capitole du Texas et de la Cour suprême. Les 89 000 m2 qui l'entourent contiennent 17 monuments et 21 repères historiques «commémorant les gens, les idéaux et les événements qui composent l’identité texane ».

## Majorité relative
L'avis de la majorité relative déclare que le monument est constitutionnel. En effet, il transmet une valeur historique et sociale, et non une valeur purement religieuse . Celui-ci représente le texte des dix commandements, ainsi qu'un aigle s'emparant du drapeau américain, un œil de la Providence et deux petites tablettes dotées d'une écriture ancienne sont gravés au-dessus du texte. Sous ce dernier, se trouvent deux Étoiles de David et les lettres grecques superposées Chi et Rhô, qui représentent le Christ . Le bas du monument porte l'inscription en majuscules : « Présenté au peuple et à la jeunesse du Texas par le Fraternal Order of Eagles duTexas 1961 ».
En dessous de ce qui précède, et sous le titre « les dix commandements », le texte du monument se lit intégralement  :
Je suis l'Éternel, ton Dieu.
Tu n'auras pas d'autres dieux devant moi.
Tu ne feras pas toi des images taillées.
Tu ne prendras point le nom du Seigneur ton Dieu en vain.
Rappelle-toi le jour du sabbat, pour le sanctifier.
Honore ton père et ta mère, afin que tes jours se prolongent dans le pays que l'Éternel, ton Dieu, te donne.
Tu ne tueras.
Tu ne commettras point d'adultère.
Tu ne voleras point.
Tu ne porteras pas de faux témoignages contre ton prochain.
Tu ne convoiteras pas la maison de ton prochain.
Tu ne convoiteras pas la femme de ton prochain, ni son serviteur, ni sa servante, ni son bétail, ni tout ce qui est à ton prochain.
Thomas Van Orden conteste la constitutionnalité du monument. Originaire du Texas, il est confronté plusieurs fois au monument qui figure sur son lieu de passage jusqu'à la bibliothèque de droit au sein de la Cour suprême.

## L'accord de Breyer

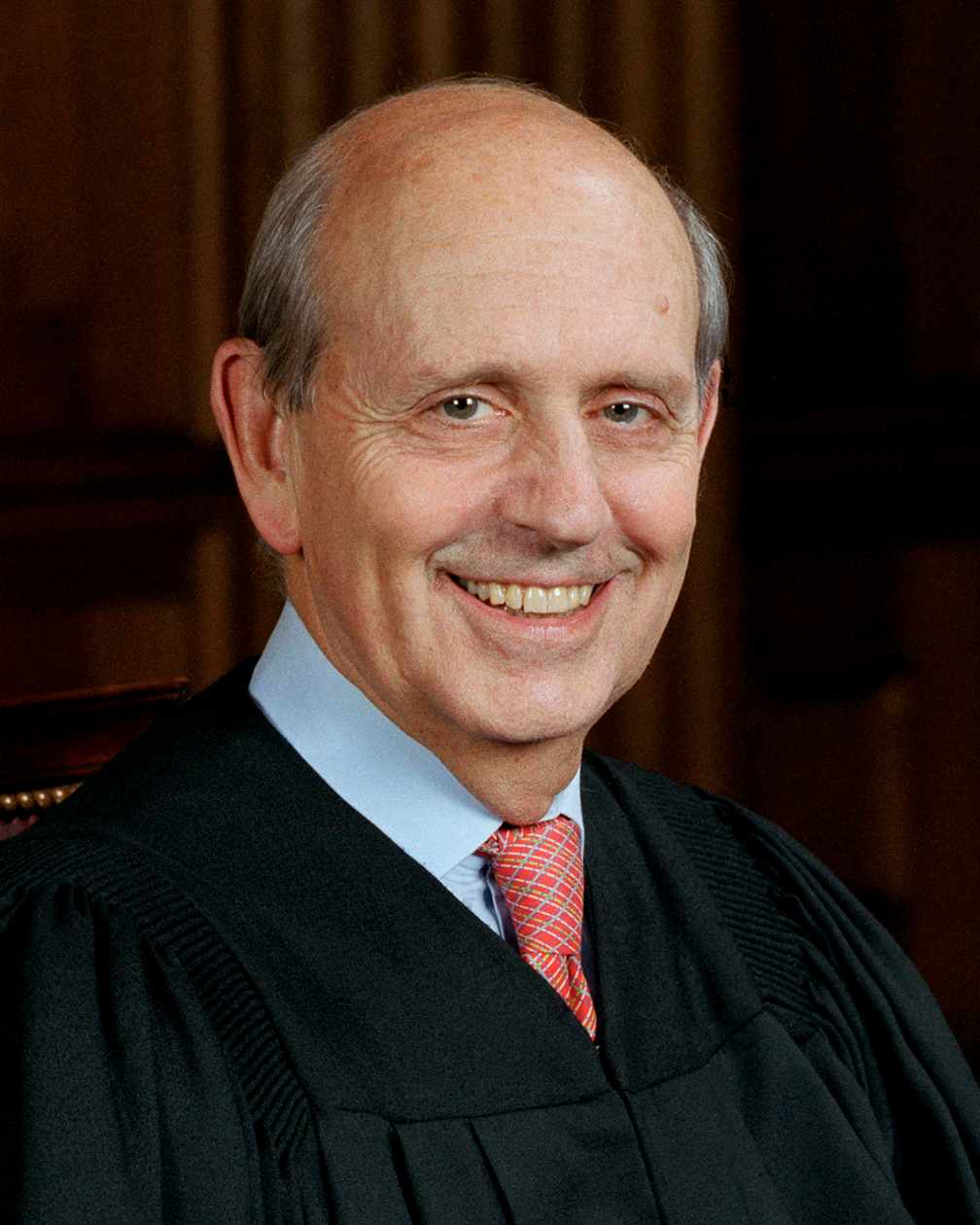
Juge assesseur de la Cour suprême des États-Unis.

L'accord de Breyerdans cette affaire est d'autant plus intéressant qu'en apparence, il semble qu'il ait voté tout à fait différemment dans l'affaire McCreary County v. ACLU of Kentucky, une affaire entendue et jugée conjointement, et qui semble pratiquement identique. Toutefois, dans l'affaire Van Orden c. Perry, le juge Breyer présente une opinion distincte de celle de la Cour, a contrario de l'affaire McCreary. En conséquence, l'affaire Van Orden est décidée à la majorité relative (majorité de moins de la moitié) et non à la majorité (plus de 50%) comme dans l'autre cas.

### Le raisonnement du juge Breyer
Le juge Breyer déclare :

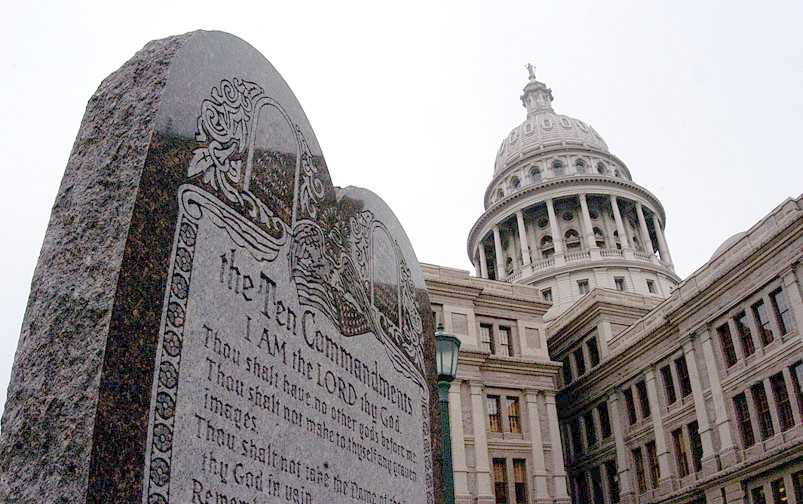
Le monument avec le Capitole en arrière-plan

« L'affaire qui nous occupe est un cas limite. Il s'agit d'un grand monument en granit portant le texte des dix commandements, situé sur le terrain du Capitole de l'État du Texas. D'une part, le texte des commandements a indéniablement un message religieux, invoquant, voire soulignant, la déité. D'autre part, se concentrer uniquement sur le texte des commandements ne peut pas résoudre cette affaire de manière concluante. Pour déterminer le message que le texte transmet ici, nous devons plutôt examiner la manière dont il est utilisé. Et cette enquête nous oblige à tenir compte du contexte de l'exposition. »
Il énumère ensuite les cinq points qui, individuellement, sont jugés insuffisants, mais qui, ensemble, semblent constituer une base raisonnable pour accomplir un « objectif de laïcité» . Le premier point aborde les 40 ans d'histoire du monument sur le territoire de l'État du Texas indiquant que les aspects non religieux du message des tablettes prédominent . Le deuxième concerne l'organisation civique privée et principalement laïque, Fraternal Order of Eagles (l'ordre Fraternel des Aigles), qui a fait don du monument. En s'intéressant à l'aspect religieux des dix commandements, elle met en avant le rôle des commandements dans la formation de la morale civique dans le cadre des efforts de l'organisation pour lutter contre la délinquance juvénile. Le troisième point évoque la consultation des Eagles d'un comité de membres de plusieurs confessions afin de trouver un texte non sectaire. Cet acte souligne les motivations éthiques du groupe. L'avant-dernier point regroupe l'ensemble des tablettes, telles qu'elles sont exposées sur le monument, qui doivent indiquer clairement que les aigles ont fait don de l'affichage. Enfin, le cadre du monument suggère peu voire pas du tout le sacré : les monuments et témoignages illustrent les idéaux des personnes vivant ou ayant vécu au Texas, le cadre ne se prête pas facilement à la méditation ou à toute autre activité religieuse, il fournit également un contexte d'histoire et d'idéaux moraux et l'affichage renvoie l'image d'un État cherchant à refléter des principes moraux, mettant en avant une relation entre l'éthique et le droit que les citoyens ont approuvé.
Breyer poursuit en disant que "si ces facteurs fournissent une indication forte, mais non concluante, que le texte des commandements sur ce monument transmet un message essentiellement séculier, un autre facteur est déterminant ici. Pour autant que je sache, quarante années se sont écoulées pendant lesquelles la présence de ce monument, juridiquement parlant, n'a pas été contestée (jusqu'à la seule objection juridique soulevée par le pétitionnaire). Et je n'ai pas connaissance de preuves suggérant que cela soit dû à un climat d'intimidation. Par conséquent, ces quarante années suggèrent plus fortement que toute autre série de formules que peu d'individus, quel que soit leur système de croyances, sont susceptibles d'avoir compris le monument comme équivalant, de manière significativement préjudiciable, à un effort gouvernemental visant à favoriser une secte religieuse particulière, principalement pour promouvoir la religion plutôt que la non-religion, pour s’engager dans toute pratique de la religion, d’imposer toute pratique religieuse" ou de " dissuader au travail de toute croyance religieuse". Schempp, 374 U. S. , p. 305 (Goldberg, J. , concordant).
"Ces 40 années suggèrent que le public qui visite les terrains de la capitale a considéré l'aspect religieux du message des tablettes comme faisant partie de ce qui est un message moral et historique plus large reflétant un héritage culturel."

### La position du juge Breyer
Breyer continue de défendre une position consistant à trouver un équilibre entre le fait de ne pas « amener la loi à manifester une hostilité envers la religion qui n'a pas sa place dans nos traditions de clause d'établissement du premier amendement»; et le fait de « reconnaître le danger de la pente glissante »; et qui repose en fin de compte sur une « question de degré [qui] est, je crois, critique dans un cas limite comme celui-ci ».
Breyer conclut en déclarant qu'il ne peut être d'accord avec la majorité, ni avec la dissidence du juge Scalia dans l'affaire McCreary County v. ACLU of Kentucky. Alors qu'il se range de l'avis du juge O'Connor sur la déclaration de principes dans l'affaire McCreary, il est opposé à son évaluation des preuves en ce qui concerne l'application de ces principes à l'affaire Van Orden v. Perry .

## Le désaccord de Stevens

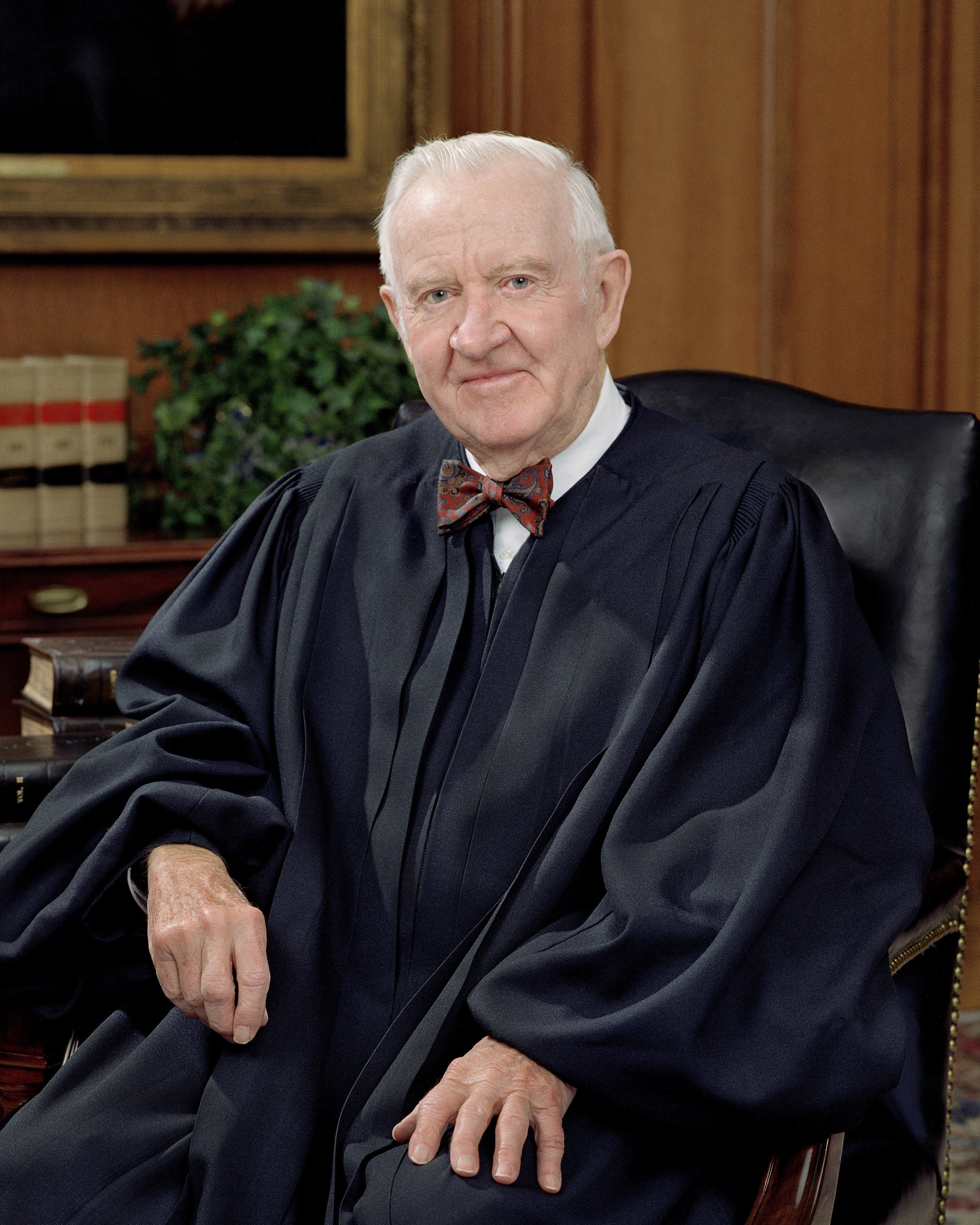
Ancien Juge assesseur de la Cour suprême des États-Unis.

L'opinion dissidente du juge Stevens indique essentiellement qu'en formulant une décision pour cette affaire, la cour doit examiner si l'exposition a un rapport significatif avec l'histoire spécifique et laïque de l'État du Texas, ou des États-Unis dans leur ensemble. En fin de compte, Stevens affirme que l'exposition « n’a aucun lien supposé avec le rôle de Dieu dans la formation du Texas ou la fondation de notre nation »; et ne peut donc pas être protégée au motif qu'il s'agit d'une exposition traitant d'idéaux laïques. Selon Stevens, l'affichage transmet le message que le Texas soutient les valeurs judéo-chrétiennes de ce dernier, et par conséquent, que l'affichage viole la clause d'établissement.

## Le désaccord de Souter

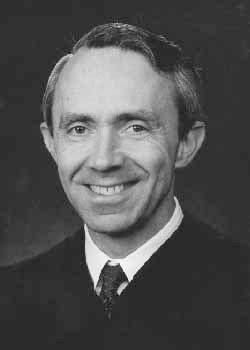
Ancien Juge assesseur de la Cour suprême des États-Unis.

Pour défendre son point de vue, le juge Souter prend appui sur une affaire similaire :  Stone c. Graham . Il s’agit d’une des seules affaires portant sur la constitutionnalité de l’affichage des dix commandements. La loi du Kentucky exige l’affichage des commandements sur les murs des salles de classe des écoles publiques, et la Cour a décrit l’objectif de l’État comme étant en contradiction avec l’obligation de neutralité religieuse.
Il estime que le texte des dix commandements est indéniablement un texte sacré dans les religions juive et chrétienne, et aucune récitation législative d’un prétendu objectif séculier ne peut aveugler. Les commandements ne se limitent pas à des questions sans doute laïques, comme honorer ses parents, tuer ou assassiner, adultère, vol, faux témoignage et convoitise. La première partie des Commandements concerne plutôt les devoirs religieux des croyants: adorer le Seigneur Dieu seul, éviter l'idolâtrie, ne pas utiliser le nom du Seigneur en vain et observer le jour du sabbat. » - 449 U. S. p41–42 .
Au regard de l’ensemble de ces observations soulignent le fait que les dix commandements constituent une déclaration religieuse, de même que leur message, et que l’objectif de les distinguer dans un affichage est clairement le même.
Ainsi, le texte est présenté pour donner une importance particulière à la première référence sectaire des Commandements, «Je suis le Seigneur, ton Dieu». Cette proclamation est centrée sur la pierre et écrite en lettres légèrement plus grandes que la récitation suivante. Pour garantir que la nature religieuse du monument soit claire, même pour les passants les plus occasionnels, le mot «Seigneur» apparaît dans toutes les lettres majuscules (tout comme le mot «suis»), de sorte que le segment le plus accrocheur de la citation est la déclaration «Je suis l'Éternel, ton Dieu».
La citation gravée est en cadrée par des symboles religieux : les étoiles de David et les lettres grecques. De fait, sur le monument, rien ne porte atteinte à sa nature religieuse. Il est donc difficile de passer à côté du fait que le gouvernement du Texas dit à tous ceux qui voient le monument de respecter un code moral parce que Dieu l'exige, le code et la conception de Dieu étant à juste titre compris comme les héritages. Spécifiquement des juifs et des chrétiens. Et il n’est pas non plus surprenant que le tribunal de district ait expressément rejeté l’argument du Texas selon lequel le but de l’État en plaçant le monument sur le territoire de la capitale est lié au rôle des commandements en tant qu’élément «de la fondation du droit laïque moderne au Texas et ailleurs ».
Le Texas cherche à tirer parti de la reconnaissance du fait que le symbole visuel et le texte écrit peuvent manifester un objectif séculier dans une société laïque, quand il fait valoir que son monument n'est pas seul et doit être considéré comme seulement 1 parmi 17 placés sur les 22 acres entourant la capitale de l’État. Le Texas, en effet, dit que le parc du Capitole est comme un musée pour une collection d'expositions, le type de cadre que plusieurs membres de la Cour ont déclaré peut rendre l'exposition d'artefacts religieux autorisée, même si dans d'autres circonstances, leur affichage serait vu comme destiné à véhiculer un message religieux interdit à l'État .
Ainsi, par exemple, le gouvernement des États-Unis ne viole pas la clause d'établissement en accrochant la Madone de Giotto au mur de la National Gallery.  
Dans l’affaire Stone, la majorité essaie d’éviter l’applicabilité de l’affaire en limitant son maintien au cadre de la salle de classe. Elle prétend trouver l'autorité pour limiter la portée de Stone dans les citations de l'opinion de deux cas d'école-prière. Mais Stone s'est appuyé sur ces cas pour des notions largement applicables, et non pour un concept spécifique aux écoles. En conclusion,  le raisonnement de Stone n’a atteint la salle de classe qu’en notant le manque de soutien à l’affirmation selon laquelle l’État avait introduit les commandements dans les écoles afin de les «intégrer» dans les programmes scolaires. - 449 U. S., p. 42.
Il conclut en mettant en évidence que l'affichage de symboles religieux dans les zones publiques des principaux édifices gouvernementaux présente un risque particulier de rendre la religion pertinente, en réalité ou dans la perception du public, au statut dans la communauté politique. Enfin, bien qu’il s’agisse d’un point de vue qui varie d’un juge à l’autre, Souter ne voit pas d’argument convaincant en faveur de la constitutionnalité dans l’observation de la pluralité selon laquelle le procès de Van Orden intervient 30 ans après la construction du monument .  